# Dongargaon, Khanapur
Dongargaon là một làng thuộc tehsil Khanapur, huyện Belgaum, bang Karnataka, Ấn Độ.